# امیریه (رزن)
امیریه (رزن)، روستایی از توابع بخش مرکزی شهرستان رزن در استان همدان ایران است. با آب و هوایی عالی ومطلب در تابستان ها ویخبندان 
طولانی د زمستان است که دارای یک رود خانه به نام کهریز چای ویک باغ  اسکان پذیر است گنج های زیادی در این روستا کشف وربط شده
است

## جمعیت
این روستا در دهستان رزن قرار دارد و براساس سرشماری مرکز آمار ایران در سال ۱۳۹۵، جمعیت آن ۲۴۶ نفر (۷۸خانوار) بوده‌است.